# Uwe Wassmer
Uwe Wassmer (* 22. Januar 1966 in Wehr) ist ein ehemaliger deutscher Fußballspieler und -trainer.

## Karriere

### Spieler
Wassmer begann seine Karriere in seinem Heimatort beim FC Wehr, parallel zu seiner Ausbildung als Maschinenschlosser. Als der Stürmer von den A-Jugendlichen in die 1. Herrenmannschaft, die in der Bezirksliga spielte, wechselte, wurde er in seiner ersten Saison Torschützenkönig in der Bezirksliga (29 Tore in 26 Spielen). In der folgenden Saison stieg er mit der Mannschaft in die Landesliga auf. Wassmers Leistungen weckten das Interesse bei Ottmar Hitzfeld, der zu dieser Zeit den 40 Kilometer entfernten Schweizer A-Nationalligisten (heute Super League) FC Aarau trainierte. Schließlich wurde Wassmer 1985 von Aarau verpflichtet.
Drei Jahre später, zur Saison 1988/89, wechselte Wassmer zum damaligen Zweitligisten FC Schalke 04. In seinem ersten Spiel für Schalke am ersten Spieltag der Saison gegen Fortuna Düsseldorf, das 1:1 endete, erzielte er den Ausgleich. Auch am 3. Spieltag war Wassmer erfolgreich, beim 2:0-Sieg gegen Eintracht Braunschweig war er Doppeltorschütze. Insgesamt erzielte er in dieser Saison 10 Tore in 35 Spielen.
Wassmer erlebte in 12 Monaten vier Präsidenten- und drei Trainerwechsel; zuletzt wurde er von Peter Neururer trainiert. Aufgrund dieser Turbulenzen entschloss sich Wassmer, nach einer Saison zurück in die Schweiz zu wechseln. Nach einer Saison beim FC Basel unterschrieb er im Sommer 1990 wieder beim FC Aarau. Hier gewann er mit seiner Mannschaft unter Trainer Rolf Fringer und Mitspieler Roberto Di Matteo 1993 den Schweizer Meistertitel.
Auch aufgrund dieses Erfolges wurde der damalige Zweitligist Hannover 96 auf Wassmer aufmerksam und lud ihn zu einem Probetraining ein. Während dieses Trainings wurde Wassmer auch von einem Bekannten von Volker Finke, der zu dieser Zeit als Trainer des SC Freiburg den Verein erstmals in die 1. Bundesliga geführt hatte, beobachtet. Nachdem sich Wassmer auf der Rückfahrt von Hannover in die Schweiz befand und einem Wechsel nach Hannover in Betracht zog,
wurde er von Achim Stocker, damaliger Präsident des SC Freiburg, kontaktiert und noch am selben Tag im September 1993 per Handschlag verpflichtet.
In seiner ersten Saison 1993/94 spielte Wassmer 15 Partien und schoss sieben Tore.
Mit Spielern wie Rodolfo Cardoso und Jens Todt gelang Wassmer mit dem Sportclub 1995 der dritte Platz in der Bundesliga und damit die Qualifikation für den UEFA-Pokal 1995/96.
Wassmer erzielte das schnellste Joker-Tor der Bundesligageschichte. Am 22. September 1996 traf er für den SC Freiburg 13 Sekunden nach seiner Einwechslung beim Zwischenstand von 2:5 im Spiel gegen Bayer 04 Leverkusen. Seinem Klub half es am Ende jedoch nicht weiter, der SCF verlor mit 3:5.
Nach einem zwischenzeitlichen Abstieg in die 2. Bundesliga (1997/98) folgte eine weitere Saison mit Freiburg in der 1. Liga. 1999 wechselte Wassmer zu dem Zweitligisten SV Waldhof Mannheim, wo er auf 11 Einsätze kam. Nach dieser Saison beendete er seine Karriere.
Insgesamt absolvierte Wassmer 93 Bundesligaspiele (23 Tore) und 25 Zweitligaspiele (7 Tore) für den SC Freiburg sowie 11 Zweitligaspiele für den SV Waldhof Mannheim (1 Tor).

### Trainer
Nachdem er als Spielertrainer beim FC Schallstadt-Wolfenweiler (Südbaden) tätig gewesen war, wurde er ab dem 1. Juli 2003 Trainer des SV Ballrechten-Dottingen (Mannschaft I). 2003/04 stieg seine Mannschaft für eine Saison in die Landesliga auf. Von 2009 bis 2011 trainierte er zweieinhalb Jahre lang die Jugendmannschaft des FC Aarau.
Zwischen Jahresbeginn 2015 bis Juni 2015 war Wassmer Trainer des südbadischen Landesligisten FC Teningen.

## Erfolge und Titel
- Schweizer Meister 1993 mit FC Aarau
- Qualifikation mit dem SC Freiburg für den UEFA-Pokal 1995/96
- Das schnellste Joker-Tor der Bundesligageschichte (15 Sekunden)

## Besonderes
Wassmer bleibt vielen Fans vor allem wegen seiner drei Tore beim 3:1 (1:0) gegen den FC Bayern München am 27. November 1993 in der ersten Bundesligasaison des SC Freiburg in Erinnerung.
Im Oktober 2013 benannte sein Heimatverein FC Wehr den Kunstrasenplatz nach ihm.